# Ökölvívás a 2000. évi nyári olimpiai játékokon
A 2000. évi nyári olimpiai játékokon az ökölvívásban 12 súlycsoportban avattak olimpiai bajnokot. A küzdelmek egyenes kieséses rendszerben zajlottak, és mindkét elődöntő vesztese bronzérmet kapott. A legtechnikásabb ökölvívónak kiosztott Val Barker-díjat az orosz Oleg Szaitov kapta.

## Éremtáblázat
(Magyarország eltérő háttérszínnel, az egyes számoszlopok legmagasabb értéke illetve értékei vastagítással kiemelve.)
| A 2000. évi nyári olimpiai játékok éremtáblázata ökölvívásban | A 2000. évi nyári olimpiai játékok éremtáblázata ökölvívásban | A 2000. évi nyári olimpiai játékok éremtáblázata ökölvívásban | A 2000. évi nyári olimpiai játékok éremtáblázata ökölvívásban | A 2000. évi nyári olimpiai játékok éremtáblázata ökölvívásban | Olimpia  |
| ------------------------------------------------------------- | ------------------------------------------------------------- | ------------------------------------------------------------- | ------------------------------------------------------------- | ------------------------------------------------------------- | -------- |
|                                                               | Ország                                                        | Arany                                                         | Ezüst                                                         | Bronz                                                         | Összesen |
| 1.                                                            | Kuba (CUB)                                                    | 4                                                             | 0                                                             | 2                                                             | 6        |
| 2.                                                            | Oroszország (RUS)                                             | 2                                                             | 3                                                             | 2                                                             | 7        |
| 3.                                                            | Kazahsztán (KAZ)                                              | 2                                                             | 2                                                             | 0                                                             | 4        |
| 4.                                                            | Üzbegisztán (UZB)                                             | 1                                                             | 0                                                             | 2                                                             | 3        |
| 5.                                                            | Franciaország (FRA)                                           | 1                                                             | 0                                                             | 1                                                             | 2        |
| 5.                                                            | Thaiföld (THA)                                                | 1                                                             | 0                                                             | 1                                                             | 2        |
| 7.                                                            | Nagy-Britannia (GBR)                                          | 1                                                             | 0                                                             | 0                                                             | 1        |
|                                                               |                                                               |                                                               |                                                               |                                                               |          |
| 8.                                                            | Ukrajna (UKR)                                                 | 0                                                             | 2                                                             | 3                                                             | 5        |
| 9.                                                            | Egyesült Államok (USA)                                        | 0                                                             | 2                                                             | 2                                                             | 4        |
| 10.                                                           | Románia (ROU)                                                 | 0                                                             | 1                                                             | 1                                                             | 2        |
| 11.                                                           | Csehország (CZE)                                              | 0                                                             | 1                                                             | 0                                                             | 1        |
| 11.                                                           | Spanyolország (ESP)                                           | 0                                                             | 1                                                             | 0                                                             | 1        |
|                                                               |                                                               |                                                               |                                                               |                                                               |          |
| 13.                                                           | Algéria (ALG)                                                 | 0                                                             | 0                                                             | 1                                                             | 1        |
| 13.                                                           | Azerbajdzsán (AZE)                                            | 0                                                             | 0                                                             | 1                                                             | 1        |
| 13.                                                           | Észak-Korea (PRK)                                             | 0                                                             | 0                                                             | 1                                                             | 1        |
| 13.                                                           | Grúzia (GEO)                                                  | 0                                                             | 0                                                             | 1                                                             | 1        |
| 13.                                                           | Magyarország (HUN)                                            | 0                                                             | 0                                                             | 1                                                             | 1        |
| 13.                                                           | Marokkó (MAR)                                                 | 0                                                             | 0                                                             | 1                                                             | 1        |
| 13.                                                           | Mexikó (MEX)                                                  | 0                                                             | 0                                                             | 1                                                             | 1        |
| 13.                                                           | Moldova (MDA)                                                 | 0                                                             | 0                                                             | 1                                                             | 1        |
| 13.                                                           | Németország (GER)                                             | 0                                                             | 0                                                             | 1                                                             | 1        |
| 13.                                                           | Olaszország (ITA)                                             | 0                                                             | 0                                                             | 1                                                             | 1        |
|                                                               |                                                               |                                                               |                                                               |                                                               |          |
| Összesen                                                      | Összesen                                                      | 12                                                            | 12                                                            | 24                                                            | 48       |

## Érmesek
| A 2000. évi nyári olimpiai játékok érmesei ökölvívásban |                                              |                                             |                                             |
| Versenyszám                                             | Arany                                        | Ezüst                                       | Bronz                                       |
| Szupernehézsúly                                         | Audley Harrison · Nagy-Britannia (GBR)       | Muhtarhan Dildabekov · Kazahsztán (KAZ)     | Paolo Vidoz · Olaszország (ITA)             |
| Szupernehézsúly                                         | Audley Harrison · Nagy-Britannia (GBR)       | Muhtarhan Dildabekov · Kazahsztán (KAZ)     | Rustam Saidov · Üzbegisztán (UZB)           |
| Nehézsúly                                               | Félix Savón · Kuba (CUB)                     | Szultan-Ahmed Ibragimov · Oroszország (RUS) | Vladimer Csanturia · Grúzia (GEO)           |
| Nehézsúly                                               | Félix Savón · Kuba (CUB)                     | Szultan-Ahmed Ibragimov · Oroszország (RUS) | Sebastian Köber · Németország (GER)         |
| Félnehézsúly                                            | Alekszandr Lebzjak · Oroszország (RUS)       | Rudolf Kraj · Csehország (CZE)              | Andrij Fedcsuk · Ukrajna (UKR)              |
| Félnehézsúly                                            | Alekszandr Lebzjak · Oroszország (RUS)       | Rudolf Kraj · Csehország (CZE)              | Sergey Mixaylov · Üzbegisztán (UZB)         |
| Középsúly                                               | Jorge Gutiérrez · Kuba (CUB)                 | Gajdarbek Gajdarbekov · Oroszország (RUS)   | Vüqar Mursal Ələkbərov · Azerbajdzsán (AZE) |
| Középsúly                                               | Jorge Gutiérrez · Kuba (CUB)                 | Gajdarbek Gajdarbekov · Oroszország (RUS)   | Erdei Zsolt · Magyarország (HUN)            |
| Nagyváltósúly                                           | Jermahan Ibraimov · Kazahsztán (KAZ)         | Marian Simion · Románia (ROU)               | Pornchai Thongburan · Thaiföld (THA)        |
| Nagyváltósúly                                           | Jermahan Ibraimov · Kazahsztán (KAZ)         | Marian Simion · Románia (ROU)               | Jermain Taylor · Egyesült Államok (USA)     |
| Váltósúly                                               | Oleg Szaitov · Oroszország (RUS)             | Szerhij Docenko · Ukrajna (UKR)             | Vitalie Grușac · Moldova (MDA)              |
| Váltósúly                                               | Oleg Szaitov · Oroszország (RUS)             | Szerhij Docenko · Ukrajna (UKR)             | Dorel Simion · Románia (ROU)                |
| Kisváltósúly                                            | Muhammadqodir Abdullayev · Üzbegisztán (UZB) | Ricardo Williams · Egyesült Államok (USA)   | Mohamed Allalou · Algéria (ALG)             |
| Kisváltósúly                                            | Muhammadqodir Abdullayev · Üzbegisztán (UZB) | Ricardo Williams · Egyesült Államok (USA)   | Diógenes Luna · Kuba (CUB)                  |
| Könnyűsúly                                              | Mario Kindelán · Kuba (CUB)                  | Andrij Kotelnik · Ukrajna (UKR)             | Cristian Bejarano · Mexikó (MEX)            |
| Könnyűsúly                                              | Mario Kindelán · Kuba (CUB)                  | Andrij Kotelnik · Ukrajna (UKR)             | Alekszandr Maletyin · Oroszország (RUS)     |
| Pehelysúly                                              | Bekzat Szattarhanov · Kazahsztán (KAZ)       | Rocky Juarez · Egyesült Államok (USA)       | Tahar Tamsamani · Marokkó (MAR)             |
| Pehelysúly                                              | Bekzat Szattarhanov · Kazahsztán (KAZ)       | Rocky Juarez · Egyesült Államok (USA)       | Kamil Dzsamalutgyinov · Oroszország (RUS)   |
| Harmatsúly                                              | Guillermo Rigondeaux · Kuba (CUB)            | Raimkul Malahbekov · Oroszország (RUS)      | Szerhij Danilcsenko · Ukrajna (UKR)         |
| Harmatsúly                                              | Guillermo Rigondeaux · Kuba (CUB)            | Raimkul Malahbekov · Oroszország (RUS)      | Clarence Vinson · Egyesült Államok (USA)    |
| Légsúly                                                 | Vicsan Ponlit · Thaiföld (THA)               | Bolat Zsumagyilov · Kazahsztán (KAZ)        | Jérôme Thomas · Franciaország (FRA)         |
| Légsúly                                                 | Vicsan Ponlit · Thaiföld (THA)               | Bolat Zsumagyilov · Kazahsztán (KAZ)        | Volodimir Szidorenko · Ukrajna (UKR)        |
| Papírsúly                                               | Brahim Asloum · Franciaország (FRA)          | Rafael Lozano · Spanyolország (ESP)         | Maikro Romero · Kuba (CUB)                  |
| Papírsúly                                               | Brahim Asloum · Franciaország (FRA)          | Rafael Lozano · Spanyolország (ESP)         | Kim Uncshol · Észak-Korea (PRK)             |

## Magyar szereplés
- Erdei Zsolt bronzérmet szerzett középsúlyban.